# 八百垧街道
八百垧街道，是中华人民共和国黑龙江省大庆市红岗区下辖的一个乡镇级行政单位。

## 行政区划
八百垧街道下辖以下地区：
宏伟社区、阳光社区、风华社区、远航社区、景山社区和铁人社区。